# П'явка медична
П'явка медична (Hirudo medicinalis) — вид п'явок, яких розводять і використовують в Європі в гірудотерапії.

## Морфологія
Загальна морфологія подібна до морфології більшості інших п'явок. Поширена в Західній та в Центральній Європі, Литві, Північному Сході та Північному Заході України. Тіло сплющене, до переду звужується. Дорослі особини до 100–150 мм завдовжки, максимально — 25 см та забарвлені в темний зелений, коричневий або проміжний колір, темніший на дорсальній стороні та світліший на вентральній, дорсальна сторона також має тонку червону смужку і характерний малюнок з оранжевих з нерівними краями та темних смужок. Черевна сторона тіла з темними невеликими плямами. Поверхня вкрита маленькими присосками і пухирцями. Ці п'явки мають два присоски, передній та задній. Задній присосок використовується для прикріплення, тоді як через передній, який має щелепи і зуби, відбувається харчування. Європейська медична п'явка має три щелепи, що мають вигляд невеликих пил із близько 100 гострих зубів, які використовуються для прокусування шкіри хазяїна. На місці укусу залишається відмітка у формі літери Y всередині кола. Після прокусування шкіри та вприскування антикоагулянта (гірудина) та анестетиків, п'явки висмоктують кров хазяїна. Великі дорослі особини споживають до 15 мл. крові за один раз.

## Місця існування та біологія
Зустріти цих червів можна у ставках, водоймах, що періодично пересихають, у заплавних водоймах, невеликих озерах, річках з повільною течією. В окремій водоймі популяція може досягати кількох тисяч особин. Існуванню виду сприяють наявність у водоймі жаб та відвідуванню його великими ссавцями (великою рогатою худобою та кіньми); відсутність ворогів — хижої великої псевдокінської п'явки Haemopis sanguisuga, наявність сприятливої для викладання коконів узбережної смуги; достатнє прогрівання води.
Європейська медична п'явка — гермафродит. Вона відкладає яйця купками біля 50-ти яєць, біля води (але не в воді), в темних вологих місцях. Розмножується в неволі в напівпромислових умовах.

## Охорона
Занесена до Червоної книги України, природоохоронний статус — вразливий. Занесена до додатку II CITES, додатку III Бернської конвенції. Причини зникнення або зменшення чисельності: масове виловлювання, забруднення і знищення водойм, меліоративні заходи. Для збереження цього виду від вимирання, необхідно зберегти біотопи, відтворювати її штучно. Використовується в медицині: є джерелом цінного препарату — гірудину та допомагає вилікувати тромбоз.